# كلوديا سواريز
كلوديا سواريز (بالإسبانية: Claudia Suárez) هي متسابقة ملكة الجمال وعارضة فنزويلية، ولدت في 16 مايو 1987 في ماردة في فنزويلا.